# Slag aan de Himera (310 v.Chr.)
De Slag aan de Himera vond plaats in 310 v.Chr. nabij de monding van de rivier Himera op het eiland Sicilië. De veldslag werd gevoerd door de Carthagers onder Hamilcar tegen de Grieken onder Agathocles van Syracuse. Hamilcar won de slag en Agathocles verloor vrijwel geheel Sicilië, op Syracuse na.

## Wat voorafging
In 315 v.Chr. veroverde Agathocles van Syracuse grote delen van Sicilië. De op Sicilië aanwezige Carthagers verschansten zich op de goed verdedigbare heuvel Ecnomus. Agathocles kwam er met zijn hele leger op af, maar de Carthagers wilden niet met hem vechten, waarop Agathocles aannam dat hij nu meester van heel Sicilië was en zonder gevecht terugkeerde naar Syracuse. Carthago had inmiddels generaal Hamilcar met 15.000 man naar Sicilië gestuurd, maar op zee kwam deze in een zware storm terecht waarbij hij 60 van de 130 triremen en 200 bevoorradingsschepen verloor. Met de rest van zijn leger bereikte hij Sicilië, waar hij huurlingen wierf en het bevel nam over de Carthaagse troepen die zich reeds op Sicilië bevonden. Samen met de geallieerde soldaten wist hij een leger van 40.000 voetsoldaten en 5.000 man cavalerie bijeen te brengen. Agathocles kreeg met een tegenslag te maken toen 20 van zijn oorlogsschepen in handen van de Carthagers vielen. Desondanks vertrok hij naar de havenstad Gela, 30 km ten oosten van Ecnomus, van waaruit hij zich klaarmaakte voor de strijd tegen Hamilcar.

## De slag aan de Himera
Hamilcar bevond zich aldus op de heuvel Ecnomus en Agathocles nam de heuvel Phalarium ten oosten van de Himera in. Agathocles liet zijn soldaten de nabije Carthaagse bezittingen plunderen, waarop een Carthaagse troepenmacht de rivier overstak om dit te verhinderen. Agathocles had dit voorzien en had aan zijn kant van de rivier een valstrik voor de Carthagers opgezet. De Grieken wisten de overstekende Carthagers eenvoudig te overweldigen en op de vlucht te jagen. Agathocles trok daarna met zijn hele leger op tegen het Carthaagse kampement op Ecnomus. In eerste instantie verliep de aanval voorspoedig: de Grieken wisten een deel van de slotgracht te dempen en de palissade van het Carthaagse kamp te doorbreken. Beide zijden vochten fel rond deze opening, die al snel vol doden kwam te liggen. 
Hamilcar bracht daarop zijn Balearische slingeraars in stelling. De meer dan 1000 slingeraars lieten een regen van stenen met een gewicht van een mina (meer dan 400 gram) op de Grieken neerdalen, waardoor vele doden en gewonden vielen. De Carthagers wisten de Grieken op deze plaats terug te dringen, maar elders waren ze reeds diep in het Carthaagse kamp doorgedrongen toen de Carthagers per schip versterkingen kregen uit Libya (Noordwest-Afrika). De Carthagers bevochten de Grieken met hernieuwde moed en de nieuwe troepen vielen hen van achteren aan, waardoor de Grieken in paniek raakten en op de vlucht sloegen. Op het vlakke land tussen de heuvel en de rivier richtte de uit 5000 man bestaande Carthaagse cavalerie een slachtpartij aan onder de vluchtende Grieken. Uiteindelijk werd het leger van Agathocles verpletterend verslagen door de Carthagers onder leiding van Hamilcar. Agathocles verloor zeker 7000 soldaten, tegen 500 Carthaagse doden.
Agathocles trok zich terug in Gela. Hamilcar probeerde de stad te belegeren maar had hierbij geen succes en besloot daarom gezanten naar de door Agathocles veroverde steden te sturen. Door zijn brute en bloedige optreden bij de verovering van Sicilië had Agathocles veel vijanden gemaakt en de Griekse steden verwelkomden hun Carthaagse verlossers dan ook. Agathocles trok zich terug naar Syracuse. Omdat hij inzag dat Sicilië op dit moment voor hem verloren was besloot hij om de strijd naar Afrika te verplaatsen. Nadat hij Syracuse had versterkt voer hij met zijn leger naar Afrika om te proberen Carthago te veroveren.

## Locaties

### Ecnomus
De heuvel waar de Carthagers zich verschansten heette Ecnomus (Grieks: Ἔκνομος "wetteloos") en was ooit een fort van tiran Falaris van Akragas. Hier zou deze de beruchte messingen stier hebben gebruikt; een uit messing bestaand beeld van een stier, waarin veroordeelden levend werden geroosterd. In 256 v.Chr. tijdens de Eerste Punische Oorlog vond hier de grootste zeeslag uit de oudheid plaats: de slag bij Kaap Ecnomus. De heuvel lag tussen de steden Akragas en Gela, ten westen van de rivier Himera. De heuvel heet heden Monte Ecnomus en ligt in Licata.

### Himera
De slag vond plaats bij de monding van de Himera. In de oudheid heette deze rivier al Himera (Grieks: Ἱμέρας, Latijn: Himera). De Himera is genoemd naar de Griekse stadstaat Himera, waar de hedendaagse Imera settentrionale (Noordelijke Himera) uitmondt in de Tyrreense Zee. De slag aan de Himera werd echter uitgevochten in de buurt van het hedendaagse Licata bij de monding van de Imera meridionale (Zuidelijke Himera), die in de Middellandse Zee uitmondt. In de oudheid dacht men dat de zuidelijke en noordelijke Himera aan elkaar vastzaten en dat dit dus één enkele rivier was.

## Datering
Oudere werken geven vrijwel altijd 311 v.Chr. als jaar waarin deze veldslag werd gevoerd. De Griekse historicus Diodoros van Sicilië beschrijft een volledige zonsverduistering die kort na de veldslag plaatsvond en door Agathocles werd waargenomen. Volgens het Parische Marmer, een Griekse in marmer gebeitelde jaartallenlijst die van 1582/81-299/98 v.Chr. loopt, vond deze zonsverduistering plaats in het jaar 312/311 v.Chr. (de Attische kalender begint het jaar rond het herfstpunt, in juli of augustus). 
Deze totale zonsverduistering was te zien boven Noord-Afrika, Sicilië, Griekenland en verder in Azië tot de Filipijnen. In de meeste werken wordt er van uitgegaan dat deze zonsverduistering op 15 augustus 310 v.Chr. plaatsvond. De slag aan de Himera kan dus nooit in 311 v.Chr. hebben plaatsgevonden. Volgens NASA vond deze zonsverduistering echter plaats op 15 augustus 309 v.Chr., waardoor ook het jaar 310 v.Chr. voor deze slag onzeker is.